# Lucienne Heuvelmans
Lucienne, Antoinette, Adélaïde Heuvelmans (París 1881 - 1944) es una escultora, pintora e ilustradora francesa.
Fue en 1911 la primera mujer laureada con el gran prix de Rome.

## Biografía
Nacida en 1881 en París, Lucienne Heuvelmans es hija de Oswald Heuvelmans, diseñador y ebanista artístico originario de Ath y de Donatilde Sandras, modista originaria de Leuze-en-Hainaut. Estas dos localidades de la provincia belga de Henao conservan por cierto obras de la artista: un Cristo en bronce en el Museo de Historia y de Arqueología de Ath y una Pax Armata sobre el monumento a los fallecidos en Leuze.
Tras haber seguido los cursos nocturnos de escultura, es admitida en la École nationale supérieure des beaux-arts donde es alumna de los escultores Laurent Marqueste (1848 - 1920), Emmanuel Hannaux (1855 - 1934) y Denys Puech (1854 -1942). 
Lucienne Heuvelmans se convierte en julio de 1911 en la primera mujer en obtener un gran premio de Roma y es admitida en la Villa Médicis donde permanecerá de enero de 1912 a diciembre de 1914. El concurso estaba abierto a las mujeres desde 1903.
Tras su regreso a Francia, es nombrada profesora de dibujo en las écoles de la Ville de París. Instala su taller en la planta baja y el entresuelo del 17, rue des Tournelles en el ala posterior del Hôtel de Rohan-Guémené del que la fachada principal da a la Plaza de los Vosgos en el IV Distrito.
Participa regularmente en las exposiciones de los Salones de los artistas franceses donde recibe una mención de honor en 1907 y una Medalla de Bronce en 1921, también participa en el Salón de los Artistas Decoradores en el Grand Palais entre 1926 y 1933.
De 1924 a 1926, atiende los encargos de la Manufactura de Sèvres.
Lucienne Heuvelmans recibe las insignias de caballero de la Legión de Honor en 1926 en nombre del ministerio de Bellas-Artes (decreto del 22 de mayo de 1926). 
A comienzo de la década de 1930, se instala en la Bretaña, en Saint-Cast-le-Guildo. Se especializa en la mitología antigua y el arte religioso.
Reposa en la sepultura familiar de los Heuvelmans en el cementerio del Père-Lachaise.

## Su obra
No existe ningún catálogo razonado o monográfico de la obra de Lucienne Heuvelmans. Conocida sobre todo por sus esculturas, ilustró igualmente diversas obras de poesía. Sus obras están firmadas con la firma L. Heuvelmans.
- Esculturas
  - Vénus sauve Hélène de la mort (Vénus salva a Elena de la muerte). Bajo relieve en escayola (1909). Ayuntamiento de Paulhan (Hérault).
  - Oreste et Electre endormis (Oreste y Electra adormecidos). Bajo relieve en escayola conservado en la École nationale supérieure des beaux-arts de París (1911). Es con esta obra con la que Heuvelmans obtiene el primer Premio de Roma de escultura.
  - Pax Armata. Mármol representando a un hombre desnudo un hombre sosteniendo una espada (1917). Encargo del Estado para el Museo de la Armada (Paris)actualmente en depósito del Cercle Militaire. Reproducción en bronce en el monumento a los fallecidos en Leuze-en-Hainaut , Bélgica (1922).
  - Albert de Mun. Busto en mármol. Encargo del Estado para la Asamblea Nacional de Francia (1923).
  - Les Fruits d'Or (Los Frutos de Oro). Centro de mesa en porcelana. Encargo de la Manufacture de Sèvres (1924).
  - Les Illusions et le Regret (Las Ilusiones y el Pesar). Grupo monumental en piedra. Encargo de la Villa de París para los jardines de su pabellón en la Exposition Internationale des Arts Décoratifs et Industriels Modernes de 1925. Localización actual desconocida.
  - La Jeunesse et l'Amour(La Juventud y el Amor).Grupo en piedra a partir de dos figuras de un grupo precedente (1927). Encargo del Estado para la prefectura de las Ardennes en Charleville-Mézières. Son comercializadas reproducciones en bronce con patina verde y en bronce plateado y son conocidas bajo el nombre erróneo de Cupidon et Psyché o de Cupidon et Vénus.
  - L'Autel des Héros (El Altar de los Héroes). Monumento a los fallecidos de la Primera Guerra Mundial en piedra (1926). Iglesia de Saint-Cast-le-Guildo.
  - Notre-Dame d'Espérance(Nuestra dama de la Esperanza). Piedra rosa de Tournus (1928). Iglesia N-D d'Espérance de París, rue de la Roquette, que conserva también un Viacrucis en terracota de la misma artista. Más conocida por el nombre de Vierge à l'Enfant o Maternité, esta estatua ha sido reproducida durante cerca de medio siglo en millares de ejemplares en diversas dimensiones y materiales : escayola , terracota, loza, madera, bronce o crisoelefantina.
  - Bacchus enfant o  l'Enfant au pampre et à l'oiseau (Niño Baco o el Niño del pámpano y el ave).Bronce con patina verde a partir del modelo original en escayola de 1928.
  - Sainte Thérèse aux bras ouverts sous une pluie de roses (Santa Teresa en los brazos abiertos bajo una lluvia de rosas). Cemento molido (1930). Iglesia de Pleurtuit. Otro ejemplar en la iglesia de Saint-Cast-le-Guildo.

- Dibujos
  - Le rémouleur(El amolador). Litografía conservada en la Ecole des Beaux-Arts de Paris. Prix Bridan, 1904.

- Ilustraciones
  - Roma Beata de Georges Noblemaire (Edition d'Art H. Piazza, Paris, 1918). 40 sonetos ilustrados con 40 dibujos de Lucienne Heuvelmans.

## Recursos
- Lucienne Heuvelmans (1881-1944) Premier Grand prix de Rome de sculpture en 1911 ou histoire des femmes artistes : de l'indifférence à la reconnaissance officielle, por Sabine Schouteten. Mémoire de maîtrise d'histoire de l'art contemporain (Université de Lille III, 1999).
- Quotidien Le Petit Journal n° 17755 y 17756 del 28 y 29 de julio de 1911.
- Hebdomadaire L'Illustration n° 3571 del 5 de agosto de 1911.
- Revista Bretagne n° 100 de noviembre-diciembre de 1931 (éditions Ti Breiz, Saint-Brieuc).
- Dictionnaire Bénézit des peintres, sculpteurs, dessinateurs et graveurs (última edición 1999).
- Ministère de la Culture - base Joconde, base Palissy y base Arcade.